# Krocozzota
Krocozzota (лат.) — род цикадок из подсемейства Neocoelidiinae (Cicadellidae). Встречаются в Западном полушарии (Новый Свет). Неотропика (Колумбия, Панама).

## Описание
Форма удлиненная и умеренно тучное; crown (макушка головы) сильно выдается за глаза, средняя длина в два с половиной раза больше самой узкой ширины между глазами; при виде сверху боковые корональные поля прямые перед глазами, затем сходятся дистально к остро закругленной вершине; в боковом виде корональный край прямой, киль только отчетливый апикально, исчезает по направлению к глазу; лицо неплоское; клипеллус с параллельными сторонами и коротким килем на вершине наличника; переднеспинка латерально килеватая; передние крылья с четырьмя апикальными и двумя преапикальными ячейками, третья апикальная ячейка четырехугольная.

## Классификация
Род был впервые выделен в 1964 году для вида Krocozzota languria (длина 6 мм) и включён в состав подсемейства Nirvaninae или в отдельное семейство Nirvanidae (Nivaniidae; Nirvaniidae Baker, 1923), ныне рассматриваемое в качестве трибы Nirvanini в подсемействе Evacanthinae.
В 2012 году род был выделен в отдельную трибу Krocodonini (вместе с Krocodona, Krocolidia и Retrolidia) в составе Neocoelidiinae (Cicadellidae).
- Krocozzota languria Kramer, 1964[1]
- Krocozzota magdalensis Dietrich, 2003[4]